# I afton dans
I afton dans var ett dansbandsprogram i Sveriges Radio som sändes under perioden 22 juli 1983–28 december 2002.
Man sände bland annat direkt från dansbandens spelningar. Programmet sändes ursprungligen i SR P3, och senare i SR P4. Programmet, som vanligtvis sändes om lördagarna, ersattes 2003 av Kalas som sändes om fredagarna.

### Fotnoter
1. ↑  ”I afton dans”. Sveriges Radio P3. 22 juli 1985. https://smdb.kb.se/catalog/id/003142360. Läst 9 april 2011.
2. ↑  ”I afton dans”. Sveriges Radio P3. 28 december 2002. https://smdb.kb.se/catalog/id/001897624. Läst 9 april 2011.
3. ↑  Null Saxo (25 september 2006). ”Kalas sänds från Glimåkra” (på svenska). Kristianstadsbladet. https://www.kristianstadsbladet.se/ostra-goinge/kalas-sands-fran-glimakra/?stopredirect. Läst 10 februari 2020.